# Susan Buchbinder
Susan Buchbinder es una médica estadounidense dedicada a la prevención del VIH y a la investigación en la HIV Vaccine Trials Network (Red de Pruebas de Vacuna de VIH).

## Historia profesional
Buchbinder es la directora de investigaciones en VIH del Departamento de San Francisco de Salud Pública. Pertenece al comité editor en VIH y SIDA de Medscape.
Fue investigadora en el estudio iPrEx.
Tiene más de 240 publicaciones en revistas revisadas por pares.